# Райна Негенцова
Райна Петрова Негенцова е българска преподавателка по френски език.

## Биография
Родена е на 22 декември 1883 г. в Габрово в семейството на Петър Иванов Корнажев и Пия Иванова Стоянова. Сестра ѝ Цана е баба на Дилма Русев. Учи във Франция, но преди да завърши се завръща в България. През 1919 г. се омъжва за Ран Босилек в София.